# Chili op de Olympische Zomerspelen 1920
Chili nam deel aan de Olympische Zomerspelen 1920 in Antwerpen, België. Het was de derde deelname van het land. Twee mannen namen deel in de olympische sportdiscipline atletiek, de sport die ook bij de vorige twee deelnames werd beoefend.

## Deelnemers en resultaten

### Atletiek
| Olympiër      | Onderdeel       | Resultaat | Prestatie                    |
| ------------- | --------------- | --------- | ---------------------------- |
| Juan Bascuñán | marathon (m)    | 33e       | 3:17.47                      |
| Arturo Medina | speerwerpen (m) | 16e       | kwalificatie: 16de met 43,9m |

Argentinië · Australië · België · Brazilië · Brits-Indië · Canada · Chili · Denemarken · Egypte · Estland · Finland · Frankrijk · Griekenland · Groot-Brittannië · Italië · Japan · Joegoslavië · Luxemburg · Monaco · Nederland · Nieuw-Zeeland · Noorwegen · Portugal · Spanje · Tsjecho-Slowakije · Verenigde Staten · Zuid-Afrika · Zweden · Zwitserland